# 河野通勢

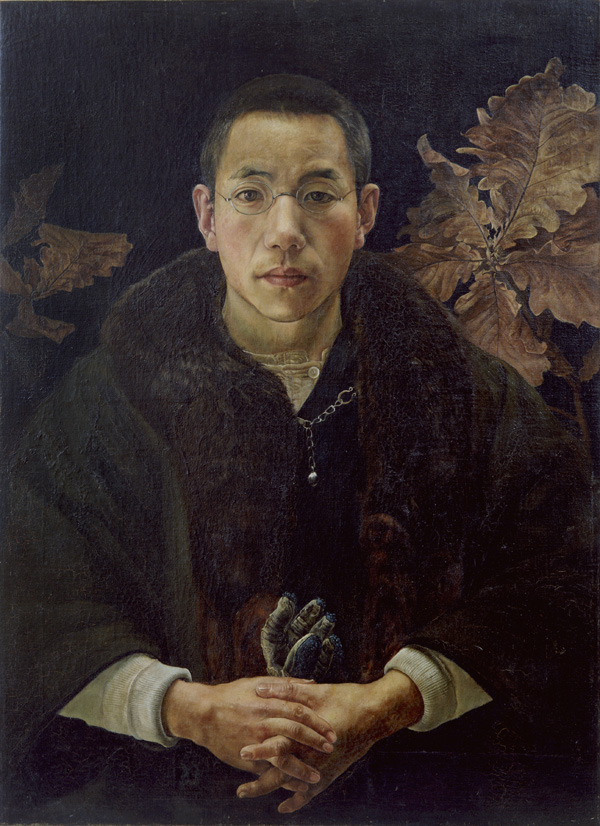
自画像、油彩・1917年

ペトル河野通勢（ - こうの みちせい、1895年6月10日 - 1950年3月31日）は、日本の画家、版画家。
風景画、人物画（自画像含む）、銅版画、木版画、小説等の挿絵、装丁、山水画、南画など、その膨大な量の作品が占めるジャンルは多岐に亘っているのみならず、画風もまた題材・時期によって様々な展開をみせており、舞台美術なども手がけている。代表作には関東大震災に取材した多数の銅版画が挙げられる。
父の河野次郎（下野国足利藩士、旧姓杉本、聖名：アレクセイ）は長野師範学校の図画教師も務め、高橋由一の門下で洋画の普及・教育に尽力した洋画家であり、後に写真家となった熱心な正教徒であった。通勢も9歳の時に正教の洗礼を受けた。「ペトル」はこの時受けた聖名。このことからキリスト教、正教に題材をとった作品も数多い。
白樺派の武者小路実篤との交流、岸田劉生が率いていた草土社への参加といった、同時代人との関係も注目される。岸田の遺品の中にも通勢の作品があった。

## 生涯

### 幼少～青年時代
22歳まで長野に暮らした（出生地については長野県上水内郡長野町字南県町（長野市南長野）という説と、父の本籍地群馬県佐波郡伊勢崎町（伊勢崎市）という説がある）。
小学生時代に学校から許可を得て開催された展覧会を、3学年年長の草川信と指揮するなど、幼少の頃から美術に才能を発揮する一方で、友人達と野球をし、裾花川で水泳をして遊び、中学時代には野球部に所属して5年生時には主将も務める面もあった。
大正半ばに東京に移り住むまでの作品の殆どは、裾花川とその周辺を題材にした風景画である。1911年頃からみられるこの題材に関連する作品の中でも、1914年から1916年にかけての3年間の作品は、それまでの写生的な様相から一変し、執拗でうねるような筆触が独特なものとなっている。
1913年、中学4年生時に上高地に友人と出掛けた時に、高村光太郎と同宿となって出会った。高村光太郎からは批評を受け、のちに上京する際には訪ねる仲となった。1914年には関根正二の訪問を受け、関根には大きな影響があったとされる。

### 上京・大正時代
1914年（大正3年）3月、旧制長野中学を第14回生として卒業。同年10月、第1回二科展に初入選。
この頃から長与善郎、土屋増治郎らを頼り上京するようになる（一時的滞在）。通勢が岸田劉生と初めて出会ったのは1915年（大正4年）のことであるが、長野に居る頃から岸田のことは知っていたとされる。
肖像画から、代々木の草と土を克明に描く風景画へとシフトしていた岸田劉生は、最新の西欧美術を吸収していた日本の美術状況の中で厳しい批判を受けつつも、木村荘八らとともに草土社を創設し、新たな出発をしていた。デューラーといったルネサンス美術に興味を移していた通勢は、自分と同じ志向をもつ岸田を強く意識しており、岸田の家に素描を持っていって批評を受けてもいる。岸田に才能を認められ、1916年（大正5年）の第3回草土社展に素描を出品。第6回草土社展からは同人に加わり、最終回の第11回まで出品をした。ただしその題材は宗教画・挿絵等が多く、岸田劉生、椿貞雄、木村荘八といった他のメンバーのような、草土社に典型的な風景画は殆どなかった。この頃の作品には、自画像・肖像画も多い。同年の二科展に入選を果たしたほか、1917年（大正6年）の文展にも入選する。
大正の半ばから後半にかけて、正教の聖伝に題材をとった絵画・聖書の場面を描いた絵画や、聖書の挿絵など、キリスト教に題材をとった作品が数多い。通勢の幼少時には長野にも日本正教会の教会があり（長野ハリストス正教会復活会堂、現存せず）、通勢もここに掲げられていたイコンを見て祈っていた。このイコンの中には山下りんによるものも含まれている。1919年の白樺主催の『聖書挿画展覧会』では、通勢の60余の作品が展示されている。この題材には油彩画も少なくないが、ペン画や、墨で描かれた作品が多い。
長く親交を続けた武者小路実篤とは、1916、17年頃に知り合った。通勢の遺した文章の中には、武者小路との思想的な親近感をうかがわせるものも含まれている。
1917年11月24日、野村定吉の二女光子と結婚。通勢が描いた肖像画の中にはこの妻のものも含まれている。
1914年（大正3年）の銅版画の作品（1914年7月4日付）が残されている。既に確かな技法が認められ、これ以前に制作していた蓋然性が十分ある。河野の銅版画は80数種見つかっており、質・量ともに大正時代にこれだけの制作をした版画家は見当たらない。特徴的な題材が二つあり、ひとつは聖書挿画、もう一つは震災図である。1923年9月1日に起こった関東大震災の震災風景を銅版画とし、記録性・臨場感を伝える事に成功している（この中にはニコライ堂の罹災情況も含まれている）。
1923年の関東大震災で、震災の打撃を受けた草土社が活動を停止し、岸田が京都に移住した頃以降、浅草など東京の現代的な風俗を描いた土呂絵や、浮世絵の題材などの芝居関連の作品が増えていく。草土社活動停止以後の活動を春陽会に求めたが、2回出品しただけで岸田劉生とともに脱会。武者小路実篤らが創設した大調和会展、椿貞雄らが参加していた国画会などで作品を発表していく。
カリカチュアの分野にも興味を示し、多くの作品が残されている。

### 大正後半～昭和初期
新聞小説等の挿絵は、明治以降は浮世絵師・日本画家らの場であったが、大正半ば頃からは洋画系の画家が参入していた。通勢も、昭和以降は、大正半ば頃から手がけていた小説挿絵の制作で人気画家となって多忙となり、他方、油彩画の制作は滞った。
通勢の最初の挿絵は1920年（大正9年）の草土社展に出品した長与善郎の戯曲『項羽と劉邦』である。33枚の挿絵が入れられ、独特の真書（しんがき）という固い面相筆で描かれた線描が用いられている。採用されなかった下図・異稿も数多く遺されている。『項羽と劉邦』は代表作の一つであるが、『富士に立つ影』（報知新聞・1924年）、『旋風時代』（大阪毎日新聞・1929年）を手がけて以降、通勢への依頼が激増した。特に武者小路実篤と組む事が多く、『七つの夢』『気まぐれ日記』『井原西鶴』『金色夜叉』などで挿絵を制作した。
1921年に長野ハリストス正教会が廃止されているが、通勢の正教会との結びつきは途絶えず、1927年9月には正教時報の表紙絵を描いている。また、同年、日本木版印刷から『新錦絵今様歌舞伎四題』という木版画のシリーズを岡本一平、鳥居清忠、鏑木清方とともに発表している。1922年（大正11年）の長与善郎の『項羽と劉邦』の挿絵に始まり、1924年（大正13年）の白井喬二作の『富士に立つ影』の挿絵によって画名を高めた。
1924年の春陽会、1927年（昭和2年）の大調和会、1929年（昭和4年）の国画会に参加している。以降、没年まで所属していた。晩年、1941年（昭和16年）には大東南宗院に参加、本格的に南画を始める。水墨画の作品もかなりの数が遺されている。1945年（昭和20年）に武者小路実篤主宰の新しき村美術展の創立委員となり参加する。
1950年3月31日、肺炎により小金井市で永眠。埋葬式はニコライ堂で行われた。葬儀委員長は武者小路実篤。弔電は牧島如鳩によって朗読された。後年、1969年の通勢の展覧会に際し、武者小路実篤が通勢の早すぎる死を惜しむ文章を書いている。墓所は多磨霊園。

## 作品
- 『大正大震災東京市内』シリーズ　銅版画　1923年
- 『近頃敷島奇態の見聞記』　銅版画　1924年
- 『おしゃべりとだまりや』　石版画　1924年
- 『震災風景』　木版画
- 『新錦絵今様歌舞伎四題　娘道成寺』　木版画　1927年
- 『井原西鶴』　挿絵　武者小路実篤作　1930年
- 『旋風時代』　挿絵　田中貢太郎作　1931年
- 『長野裾花川風景』　油彩
- 『蒙古襲来』　油彩
- 『日本武尊』　日本画